# 李中央
李中央（1946年8月—），男，河南长葛人，中华人民共和国政治人物，曾任中共信阳市委书记，信阳市人大常委会主任，河南省人大常委会副主任。